# Robert Gordon Wasson
Robert Gordon Wasson (22. září 1898 – 23. prosince 1986) byl americký spisovatel, bankéř a amatérský výzkumník. V rámci svého nezávislého výzkumu přispěl v oblastech etnobotaniky (etnomykologie), botaniky a antropologie.

## Objevy
Se svou ženou se vydal na expedici do Mexika za studiem rituálního užívání hub domorodými obyvateli. Stali se prvními bělochy, kteří byli připuštěni k mazatéckému rituálu s posvátnými houbami. V roce 1957 o tom publikoval článek, čímž přinesl povědomí o existenci psychoaktivních hub širší veřejnosti. Do té doby byly kulty užívající psilocybinové houby jako entheogen považovány za vymýcené či dokonce nikdy neexistující a z nemnohých historických spisů se o nich vědělo jen málo. Spolu s Albertem Hofmannem byli také prvními bělochy, kteří získali vzorky dalšího mazatéckého halucinogenu šalvěje divotvorné, kterou identifikovali jako nový druh a začali s její kultivací mimo Mexiko.